# 谢伊迈什·蒂博尔
谢伊迈什·蒂博尔（匈牙利語：Selymes Tibor，1970年5月14日—），罗马尼亚男子足球运动员，司职后卫。他曾代表罗马尼亚参加1994年和1998年国际足联世界杯。他也曾入选1996年欧洲足球锦标赛参赛名单。